# Scypha raphanus
Scypha raphanus är en svampdjursart som först beskrevs av Oswald Schmidt 1862.  Scypha raphanus ingår i släktet Scypha, och familjen Sycettidae. Arten är reproducerande i Sverige.